# Європейська комісія
Європе́йська комі́сія (або скорочено Єврокомі́сія) — вищий орган виконавчої влади Європейського Союзу, який приблизно відповідає ролі і функціям уряду у системах національних держав. На відміну від національних урядів, Єврокомісія також може виконувати функцію законодавчої ініціативи, але тільки у рамках ЄС та відповідно до Законодавства Європейського Союзу.
Роль комісії іноді відбиває неформальна назва «двигун європейської інтеграції». І не лише тому, що в рамках повноважень першого стовпа вона має майже виняткове право на законодавчу ініціативу, але також і через її історію, склад, культуру й радше європейський, ніж національний світогляд. Крім того, комісія наглядає за тим, щоб не порушувались угоди, і традиційно захищає інтереси малих держав-членів.
У червні 2022 року Європейська комісія разом з Європейським фондом освіти опублікувала нову версію багатомовного класифікатора вмінь, навичок, компетентностей, кваліфікацій і професій ESCO з українським перекладом.

## Здійснення
Щойно законодавство пройде постанови, що відповідають вимогам Ради та Парламенту, це — відповідальність Комісії, щоб гарантувати, що процес здійснюється. Це виконується через членів держави чи її представництва. До реалізації заходів Комісії залучаються представники країн-членів, громадськості, та приватних приймалень (процес відомий в професійній мові як «комітологія»). Крім того, Комісія несе відповідальність за реалізацію бюджету ЄС; забезпечуючи через Рахункову Палату;чи коректно проводяться фонди ЄС.
Зокрема, Комісія має обов'язок гарантувати договори і закон, що підтримуються, потенційно подаючи країни-учасника або інші установи до Суду Правосуддя в диспуті. У цій ролі це відомо неофіційно як «Опікун договорів». Нарешті, Комісія забезпечує деяке зовнішнє представництво для Об'єднання, пліч-о-пліч з Державами-членами та Спільної Зовнішньої Політики і Політики Безпеки, представляючи Об'єднання в організаціях як наприклад Світова Торгова Організація. Це також звично для Президента відвідати зустрічі G7.

## Колегія
Про членів нині чинної Комісії, див. Комісія фон дер Ляєн.
Комісія складається з колегії спеціальних «Уповноважених» 27 членів, у тому числі Президент і віцепрезиденти. Хоча кожного члена призначає національний уряд, по одному від держави, вони не представляють свою державу в Комісії. Однак на практиці вони іноді відстоюють національні інтереси своїх країн. Після того пропонуються, портфоліо делегатів Президента серед кожного з членів. Влада спеціального Уповноваженого значною мірою залежить від їх портфоліо, і може змінитися з часом. Наприклад, Уповноважений з освіти виріс у значенні, відповідно до підвищення рівня важливості в освіти і культури в Європейській розробці політичного курсу.
Інший приклад — Комісія з питань конкуренції, яка обіймає надзвичайно видиму посаду з глобальним охопленням. Перед тим, як Комісія зможе вступити в управління, колегію як одне ціле повинен схвалити Парламент. Спеціальних уповноважених підтримує їх особистий кабінет, який дає їм політичне керівництво, доки Державна цивільна Служба (ДГУ, див. нижче) має справу з технічною підготовкою.

## Призначення
Європейська Рада уперше пропонує Президента Комісії, зважаючи на останні Парламентські вибори; цього кандидата може потім вибрати Європейський Парламент або ні. Інакше, Європейська Рада повинна запропонувати іншого кандидата в межах одного місяця. Кандидат має бути часто провідним національним політиком, але це не вимога. У 2009 році Лісабонський договір не набрав чинності і Баррозо не був «обраний» парламентом, а висунутий Європейським радою; у будь-якому випадку, правоцентристської партії ЄС тиснули на кандидата зі своїх лав. Зрештою, був обраний кандидат правоцентристської: Жозе Мануель Баррозу з Європейської народної партії. Існують і інші критерії, що впливають на вибір кандидата, в тому числі: з якої області Європи є кандидат, переважним є як Південна Європа в 2004 році; політичний вплив кандидата, заслуговують на довіру нездоланні члени; знання мови, знання французької вважається необхідним у Франції; і ступінь інтеграції, чи їх держава є членом як Єврозони, так і Шенгенської угоди. У 2004 році ця система підготувала ряд кандидатів і, таким чином, була критика з боку деяких членів Європарламенту: після затяжного відбору, лідер ALDE групи Грем Уотсон описав процедуру як «килим ринку Юстус Ліпсіус» що виробляє тільки «найменший спільне визначення» ; в той час як Грін-ЕФА співкерівник Даніель Кон-Бендіт запитав Баррозу після його першого виступу «Якщо ви найкращий кандидат, чому ви не перший?»
Після виборів президента і призначення Головного представника Європейської Ради, кожен член комісії призначається їх державою-членом (крім тих держав, які передбачені президентом і Головним представником) у консультації з Головою Комісії, хоча він не має повноважень, щоб змусити змінити кандидата. Однак більш вправний кандидат, тим більш імовірно, що президент Комісії буде призначати їм переконливе портфоліо, поширення якого буде повністю на його розсуд. Команда президента є потім приводом щодо слухань в Європейському парламенті, який ставить під сумнів їх, а потім голосує на предмет їх придатності в цілому. Якщо члени команди виявляються занадто недоречними, президент повинен потім перегрупувати команду або запит на нового кандидата від держави-члена чи ризикувати всією Комісією. Як парламент не може голосувати проти окремих членів комісії то, як правило, відбувається компроміс, в результаті чого гірші кандидати будуть видалені, але незначні заперечення відкладені в сторону, так що комісія може вступити на посаду. Після того, як команда буде схваленою парламентом, вона офіційно буде введеною на посаду Європейської Ради (ДФЕ статті 17: 7).
Після їх призначення, президент призначає ряд заступників Голови (Головний представник комісії має бути одним з них) з числа членів комісії. Здебільшого, позиція надає трохи більше можливості для заступників Голови, за винятком першого віцепрезидента, який стоїть за президентом, коли він є відсутнім. З 2009 року перший віцепрезидент придбав додаткову владу будучи в той час Головним представником.

## Функції
Комісія була створена з самого початку виступати як незалежний наднаціональний орган окремо від уряду; він був описаний як «єдиний орган, спрямований думати як європейський». Члени пропонуються їх національними урядами держав-учасниць, по одному від кожного з них. Тим не менш, вони зобов'язані діяти незалежно один від одного — нейтральні від інших факторів, таких як ті уряди, які їх призначили. Це відрізняється від Ради, яку представляє уряд парламенту, який представляє громадян, економічний і соціальний комітет, який є організованим громадянським суспільством, і Комітет регіонів, який представляє місцеві і регіональні органи.
Згідно статті 17 Договору про Європейський Союз Комісія має кілька функцій: розробляє середньострокові стратегії; розробляє законодавство і арбітраж в законодавчому процесі; представляє ЄС в торгових переговорах; розробляє правила і положення, наприклад, в політиці в області конкуренції; складає бюджет Європейського Союзу; і ретельно досліджує дотримання договорів та законодавства. Правила процедури Європейської Комісії створює роботу і організацію Комісії.
Виконавча влада
Комісія відрізняється від інших інститутів тим, що лише вона має законодавчу ініціативу в ЄС. Тільки Комісія може вносити офіційні пропозиції щодо законодавства: вони не можуть брати участь у законодавчих галузях. Відповідно до Лісабонського договору, не допускається жодних законодавчих актів у сфері спільної зовнішньої політики та політики безпеки. В інших сферах Рада та Парламент можуть запитувати законодавство; у більшості випадків Комісія ініціює на основі цих пропозицій. Ця монополія покликана забезпечити скоординовану та узгоджену розробку законів ЄС. Цю монополію оскаржували деякі, хто стверджує, що Парламент також повинен мати це право, оскільки більшість національних парламентів у певних аспектах мають право. Однак Рада та Парламент можуть вимагати від Комісії розробити законодавчий акт, хоча Комісія має повноваження відмовитись у цьому як це зробили у 2008 році щодо транснаціональних колективних конвенцій. Відповідно до Лісабонського договору, громадяни ЄС також можуть просити Комісію прийняти законодавство у цій галузі через петицію, що містить мільйон підписів, але це не є обов'язковим до виконання.
Повноваження Комісії щодо пропонування закону зазвичай зосереджені на економічному регулюванні. Він висунув велику кількість нормативно-правових актів, що базуються на «принципі застереження». Це означає, що превентивне регулювання відбувається, якщо існує справжня небезпека для навколишнього середовища та здоров'я людини: наприклад, щодо боротьби зі змінами клімату та обмеженням генетично модифікованих організмів. Це протистоїть ваговим нормам щодо їх впливу на економіку. Таким чином, Комісія часто пропонує більш жорстке законодавство, ніж інші країни. Завдяки розміру європейського ринку, це зробило законодавство ЄС важливим впливом на світовому ринку.
Нещодавно Комісія перейшла до створення європейського кримінального права. У 2006 році викид токсичних відходів на берег Кот-д'Івуару з європейського корабля змусив Комісію розглянути законодавство проти токсичних відходів. Деякі держави ЄС у той час навіть не мали злочину проти перевезення токсичних відходів; це змусило уповноважених Франко Фраттіні та Ставроса Дімаса висувати ідею «екологічних злочинів». Їхнє право пропонувати кримінальний закон оскаржили в Європейському суді, але його підтримали. Станом на 2007, тільки інші пропозиції криміналістів, які були висунуті на передньому плані знаходяться на директивах прав інтелектуальної власності, і про внесення змін до рамкового рішення про боротьбу з тероризмом 2002 року, що забороняє підбурювання, пов'язані з тероризмом, вербування (особливо через Інтернет) та навчання.

## Склад
Комісія складається з двадцяти восьми незалежних членів (по одному від кожної країни-члена), разом з Президентом і сімома віцепрезидентами, включаючи Першого ВіцеПрезидента, Верховного представника Європейського союзу із зовнішньої політики та безпеки та 20 Комісарів. Комісію призначають на п'ятирічний термін за згодою країн-членів, рішення про її призначання ухвалює Європейський Парламент. Кандидат повинен мати підтримку більшості членів Європарламенту аби взяти участь у виборах. Комісії допомагає в роботі адміністрація, до якої входять генеральні директорати та генеральний секретаріат.
Постійне управління справами Комісії здійснюється її співробітниками (юристами, економістами тощо), які об'єднані в окремі департаменти, так звані Генеральні управління, кожне з яких відповідає за свою сферу впливу.
Кандидат на звання Президента вибирає, на основі рекомендацій кожної країни-учасниці, потенційного ВіцеПрезидента та Комісарів. Кожен кандидат постає перед Європейським парламентом, щоб представити свою концепцію і відповісти на питання. Після цього парламент голосує, кого прийняти в свою команду. Врешті-решт відповідно до більшості голосів кандидатура призначається на посаду Європейською Радою.

## Керівники
| Посада    | Особа                                 | Держава   | Партія (національна) | Партія (європейська) | Фото |
| --------- | ------------------------------------- | --------- | -------------------- | -------------------- | ---- |
| президент | Урсула фон дер Ляєн (з 16 липня 2019) | Німеччина | ХДС                  | ЄНП                  |      |

## Роль Голови Єврокомісії
Відповідно до Угод, Голова Єврокомісії приймає рішення про організацію Комісії, розподіляє портфелі між членами Комісії і може вносити зміни в будь-який час. Президент також визначає перелік актуальних політичних питань Комісії, захищаючи загальні європейські інтереси. Президент був обраний Європейським парламентом на підставі своїх політичних керівних принципів, які були сформовані, спираючись на його контакти з парламентськими комітетами та стратегічні орієнтири для Союзу, представлені Європейською Радою 27 червня 2014 року:
- Зростання нових робочих місць та інвестицій;
- Єдиний цифровий ринок;
- Потужний Енергетичний Союз з далекоглядною політикою щодо зміни клімату;
- Більш глибокий і чесний внутрішній ринок з міцною промисловою базою;
- Більш глибокий і чесний Економічний і Валютний Союз
- Розумна і збалансована угода про вільну торгівлю з США;
- Нова політика в області міграції;
- Союз демократичних перетворень.

Президент очолює щотижневі наради Комісії та встановлює свою політичну програму.
Він представляє Комісію на:
- Засіданнях Європейської ради;
- Самітах країн «Великої 7» і «Великої 20»;
- Двосторонніх самітах з третіми країнами;
- Основних дебатах в Європейському Парламенті та Раді (з представниками національних урядів).

## Апарат службовців
Президент визначає напрямок політики для Комісії, яка дозволяє членам Комісії разом вирішувати стратегічні завдання, а також виробляти щорічну програму роботи.
Рішення приймаються на основі колективної відповідальності. Всі члени Комісії рівні в процесі прийняття рішень та в рівній мірі відповідальність за ці рішення. Вони не мають будь-яких окремих повноважень на прийняття рішень, за винятком випадків, коли це дозволено в певних ситуаціях.
Віцепрезиденти діють від імені президента і координувати роботу у своїй зоні відповідальності, разом з кількома комісарами. Комісари підтримують Віцепрезидентів у поданні проектів до Колегії. В цілому, рішення приймаються на основі консенсусу, але можливе й голосування. В цьому випадку рішення приймаються більшістю голосів, де кожен комісар має лише один голос.
Компетентне в даному питанні Генеральне управління(на чолі з Генеральним директором, який підзвітний відповідному комісару), потім займається даним рішенням. Зазвичай це робиться у формі проектів законодавчих пропозицій.
Потім вони знову представляються комісарам для прийняття на їх щотижневої зустрічі, після чого вони стають офіційними, і направляються до Ради і Парламенту для наступного етапу в законодавчому процесі ЄС.
Головне управління з питань бюджету: Місія
Головне управління з питань бюджету налічує близько 490 співробітників. Воно побудоване навколо п'яти дирекцій і міститься в Брюсселі.
Головне управління з питань бюджету — це центральна служба, яка займається виконанням повного бюджетного циклу, починаючи від підготовки проекту бюджету на його реалізацію.
Зокрема операції Головного управління з питань бюджету охоплюють такі ключові області:
- управління витратами ЄС
- підготовка проекту бюджету і внесення свого вкладу в бюджетний процес;
- управління системою власних ресурсів бюджету ЄС;
- управління бюджетної нормативно-правової бази, зокрема, фінансовим становищем;
- доповідь про виконання бюджету;
- управління Центральним казначейством;
- управління корпоративною ІТ-системою для фінансового управління та бухгалтерського обліку (ДКС);
- координування процедури виписки з підготовки до подальшої діяльності парламенту і рекомендацій випускними Ради.